# أشفاريا شريفاستافا
أشفاريا شريفاستافا مواليد 19 فبراير 1992 في بونه، هي لاعبة كرة مضرب هندية سابقة بدأت مسيرتها كمحترفة سنة 2007 وكانت تلعب باليد اليمنى. أعلى تصنيف لها في الفردي كان المركز الـ 653 في سنة 2011. أعلى تصنيف لها في الزوجي كان المركز الـ 780 في سنة 2011.

## روابط خارجية
- أشفاريا شريفاستافا على موقع رابطة محترفات التنس (الإنجليزية)
- أشفاريا شريفاستافا على موقع الاتحاد الدولي لكرة المضرب (الإنجليزية)
- أشفاريا شريفاستافا على موقع خلاصة التنس.كوم (الإنجليزية)